# Hubert Hohlbein
Hubert Hohlbein (geboren um 1942 in Berlin) war Fluchthelfer an der innerdeutschen Grenze.

## Leben
Hohlbeins Eltern waren selbständige Unternehmer, deren Eigentum in der Deutschen Demokratischen Republik (DDR) verstaatlicht wurde. Er wuchs in Adlershof auf und lernte Elektrotechniker.
Hubert Hohlbein flüchtete am 21. November 1963 durch den Jungfernsee aus der DDR und lebte in West-Berlin. Hier begann er ein Studium der Elektrotechnik. 
Hohlbein war Mitglied einer studentischen Fluchthelfergruppe um Wolfgang Fuchs. Zwischen April und Oktober 1964 grub die Gruppe aus einer angemieteten Bäckerei im Haus Bernauer Straße 97 einen Fluchttunnel nach Ost-Berlin, später Tunnel 57 benannt. Zwischen dem 2. Oktober und dem 4. Oktober 1964 gelangen 57 Personen durch den Stollen nach West-Berlin. Eine der Flüchtlinge war auch Hubert Hohlbeins Mutter.
Nach der Mithilfe bei der Fluchtaktion durch den Tunnel half Hohlbein noch zwei weiteren Personen bei ihrer Flucht aus der DDR.
Hubert Hohlbein lebte 2011 in München.

## Ehrungen
- 2012: Verdienstkreuz am Bande der Bundesrepublik Deutschland

## Quelle im Internet, Einzelnachweise
1. ↑  Die Flucht von Hubert Hohlbein. Abgerufen am 9. Juli 2020.

- Rena Lehmann: Fluchthilfe war auch Rache am DDR-System. 2. August 2011, abgerufen am 9. Juli 2020 (deutsch).